# Hrvatski građanski savez
Hrvatski građanski savez je nevladina organizacija Hrvata iz Srbije. Osnivačka je skupština održana 27. veljače 2016. godine na Paliću.
Početci osnivanja sežu do tribine održane 25. studenoga 2015. godine. Iznijelo se stav da HGS neće biti klasična stranka, jer je stranački model nadiđen, kao što se vidjelo po izbornim ishodima u Hrvatskoj. Smatraju se bliže konceptu građanskog pokreta. Na tribini pored ostalih nazočili ljudi koji su iskazali najsnažniju podršku subotičkim elektorima na Izbornoj Skupštini HNV 2014, naravno i kolege vijećnici HNV sa Zajedničke liste hrvatskih udruga - dr Tomislav Stantić. Tribinu je vodio Tomislav Stantić zajedno s Predsjednicima HKC "Bunjevačko kolo" i UBH "Dužijanca" Marinkom Prćićem i vlč.dr Andrijom Anišićem.
Osnivači su:  Tomislav Stantić, Marinko Prćić, Ivana Vukov iz Subotice, Stanko Krstin iz Novog Sada, Vesna Zelenika iz Bezdana, Jeca Ilić, Ljiljana Crnić i Stipe Ercegović, Živko Grozdanić iz Beograda.
Prvi izabrani predsjednik Hrvatskog građanskog saveza je liječnik Tomislav Stantić, bivši član ugašenog pokreta G17+ te vijećnik Hrvatskog nacionalnoga vijeća (HNV). Obnašao je i dužnost potpredsjednika Vlade Vojvodine (tajnik za međuregionalnu suradnju i lokalnu samoupravu) kao i člana Gradskog vijeća u subotičkoj lokalnoj samoupravi. Predsjednik je Regionalne liječničke komore Vojvodine.
Jedan od razloga osnivanje je i stav da više nije moguće sjediti u Subotici i voditi hrvatsku zajednicu u Srbiji.
Osnivači su iskazali namjeru uključenja u politički život Srbije. O izborima će se izjasniti kad budu raspisani, a osnivači su naglasili da osnivanje uoči izbora nije slučajno. Najavili su razgovore s politički politički organizacijama, strankama i pokretima, a isključili suradnju s ekstremno desničarskim pokretima. U dokumentu Programskoj inicijativi naglašava se da je HGS "udruga koja okuplja, povezuje i pokreće pripadnike hrvatske manjine i sve druge građane zainteresirane za unapređenje ljudskih i manjinskih prava, jačanje građanskog društva i demokracije." U Vojvodini osnovan Hrvatski građanski savez, 27. veljače 2016. (pristupljeno 1. ožujka 2016.)</ref> Zbog dvogodišnjeg izbjegavanja komunikacije sa strane Demokratskog saveza Hrvata u Vojvodini, predsjednik HGS-a izrazio je sumnju u buduću suradnju s tom zasad jedinom strankom Hrvata u Vojvodini. 
HGS je nastao s ciljem zaštite interesa Hrvata u Srbiji, ali i rješavanja problema unutar same hrvatske zajednice, što je uz cilj demokratizacije društva predsjednik stranke istakao kao najvažnije ciljeve. Na temu rješavanja problema unutar nacionalnih zajednica predsjednik HGS-a je razgovarao s predstavnicima rusinske, mađarske, slovačke i romske zajednice te je dodao kako očekuje da ih više razumije njihova oporba nego predstavnici nacionalnih vijeća.
Na osnivačkoj skupštini nazočili su predstavnici pokrajinskog odbora Socijalističke partije Srbije Ivice Dačića, Socijaldemokratske stranke Borisa Tadića i Pokreta za preokret, Levice Srbije i dr.
HGS se predstavio u Subotici, Beogradu i Novom Sadu, a najavljeno je predstavljanje u još 15 gradova u Srbiji.

## Vanjske poveznice
- 20minuta[neaktivna poveznica] HINA/: U Vojvodini osnovan Hrvatski građanski savez, 27. veljače 2016.
- Hrvatski gradjanski savez na Facebooku
- Radio Televizija Vojvodine na YouTubeu Hrvatski građanski savez se predstavio u N. Sadu. Objavljeno: 22. pro 2015.
- SuRTVCity na YouTubeu HGS: Čija je "Moja Srbija?"
- Subotica.info  Arhivirana inačica izvorne stranice od 5. studenoga 2014. (Wayback Machine) Tomislav Stantić
- Subotica.info  Arhivirana inačica izvorne stranice od 6. ožujka 2016. (Wayback Machine) Nikola Tumbas: Bez priznanja zbog diskriminacije po nacionalnom pitanju, 30. prosinca 2015.